# Paulus Silentiarius
Paulus Silentiarius a fost un poet bizantin din secolul VI, contemporan cu Iustinian. Autor de 83 epigrame, copiate apoi în Antologia Palatina, dar cunoscute cel mai mult datorită poeziilor Descrierea Sfintei Sofia (Έκφρασιν του Ναού της Αγίας Σοφίας) și Descrierea amvonului, unde combină iambul și hexametrul.